# Pearl Jam
A Pearl Jam az 1990-es évek elején Seattle-ben alakult amerikai rockegyüttes. Az eredeti felállásban Eddie Vedder (ének), Jeff Ament (basszusgitár), Stone Gossard (ritmusgitár), Mike McCready (szólógitár) és Dave Krusen (dob) szerepelt. Azóta több dobos követte egymást, jelenlegi – és valószínűleg végleges – dobosuk (1998 óta) az egykori Soundgarden-tag, Matt Cameron. Az utolsó két albumon – és az ezeket követő turnékon – azonban új zenész is csatlakozott az ötösfogathoz: Boom Gaspar, aki billentyűsként működik közre, ám hivatalosan nem számít zenekari tagnak.
Rögtön az első lemezükkel, az 1991-es Tennel átütő sikert értek el. A grunge népszerűvé válásában főszerepet játszottak a „seattle-i négyes” tagjaként (a Nirvana, Soundgarden és Alice in Chains társaságában). Világszerte hozzávetőlegesen 60 millió albumot adtak el, ebből 30 milliót az Egyesült Államokban. Ezzel kiérdemelték „a ’90-es évek legnépszerűbb amerikai rockegyüttese” címet. Mindezt annak ellenére sikerült elérniük, hogy a második lemezük megjelenése után nem készítettek videóklipet, alig adtak adtak interjút, kerülték a médiában való szereplést, sőt: pert indítottak a Ticketmaster koncertjegy-forgalmazó cég ellen, és ezalatt koncerteket sem adtak.

## Az együttes története

### A kezdetek (1984–1991)
Elsőként Stone Gossard és Jeff Ament próbálkozott a rövid életű a Green River nevű együttesben. A tagok egyik feléből a Mudhoney, a másikból (Stone Gossard és Jeff Ament) a Mother Love Bone zenekar alakult. Az új együttes énekese, Andy Wood még a két stúdióalbum (Apple és Shine) megjelenése előtt herointúladagolás következtében meghalt. Andy Wood emlékére egykori szobatársa, Chris Cornell (Soundgarden, Audioslave) tervbe vette a Temple of the Dog albumot, amelyre a későbbi Pearl Jam-tagokkal játszotta fel a dalokat.
A gyász leteltével Ament és Gossard úgy döntött, tovább zenélnek, és Mike McCready-vel kezdtek együtt jammelgetni, akit Gossard már régebbről ismert, és akivel később egy partin újra összetalálkozott. Eredményként egy demókazetta állt elő, amelyen dobosként Matt Cameron (Soundgarden, 1998-tól Pearl Jam) működött közre. Ez a kazetta aztán Jack Irons (egy időben a Red Hot Chili Peppers dobosa) közvetítésével egy jó barátjánál, Eddie Vedder-nél kötött ki, aki akkoriban San Diegóban élt. Vedder nem volt ismeretlen a San Diegó-i zenevilágban. Előtte is több zenekarban játszott, többek között a Bad Radio-ban.
Állítólag egy benzinkúti éjjeli műszakja alatt hallgatta meg a kazettát, majd a következő reggelen szörfözni ment, és a strandon megírta a dalszövegeket a kazettán levő zenére, felénekelte őket rá, és visszaküldte Seattle-be. Ezek később az Alive, Once ( a Ten albumról) és Footsteps (Lost Dogs) címeken jelentek meg. Eddie Vedder később egy „három részes miniopera”-ként írta le a dalokat. Az énekes hangjától és az energiától, ami a dalokból sugárzott, Stone, Jeff és Mike olyan lelkesek lettek, hogy Veddert rögtön meghívták Seattle-be a dalok rögzítése céljából. A repülőút alatt az énekes megírt egy újabb dalszöveget is, a későbbi Black-ét.
Az együttes ezután sokat próbált, ennek eredményeként jelentős mennyiségű dal készült el. Ebben az időszakban állt össze a Temple of the Dog-projekt is, amelyen Eddie Vedder a Hunger Strike című dalt együtt énekli Chris Cornell-lel, a Pushing Forward című dalban pedig vokálozik. Ezután a zenekar a Mookie Blaylock nevet vette fel, a New Jersey Nets egyik kosarasa után, akinek a száma a csapatban a 10-es volt (innen a debütáló album, a Ten címe). A végleges név – Eddie Vedder egy korai interjújában elmondottak alapján – az énekes indián származású ükanyjának, Pearlnek a nevéből keletkezett, aki értett egy hallucinogén hatású lekvár („Jam”) készítéséhez. A történet hitelessége azonban erősen kétségbe vonható, mivel – bár „Pearl nagyi” tényleg létezhetett – a Vedder családnak nincsenek indián felmenői. Valószínűleg ez a rejtélyes történet csak egy anekdota, amit Vedder az együttes nevének eredetéről kitalált, hogy leszerelje a kíváncsi médiát. (a pearl angolul gyöngyöt jelent, a jam pedig lekvárt)
A zenekarnak ekkoriban azonban még szüksége volt egy dobosra, mivel Jack Irons akkortájt az Elevenben játszott. Elsőként Dave Krusent találták, akit hamarosan Matt Chamberlain helyettesített. Mivel Jeff Amentnek és Stone Gossardnek még a Mother Love Bone-os időkből megvoltak a kapcsolataik a Sonynál, hamarosan megjelenhetett az első album is, a már említett Ten.
Eleinte az album nem örvendett túl nagy népszerűségnek, de a Nirvana Nevermind-jának sikere, és a seattle-i együttesek iránti egyre növekvő kereslet által óriásit ugrottak az eladási mutatók. Napjainkig a Ten csak az USA-ban több mint tízmillió példányban kelt el.
A nagy turnéknak és a világszintű grunge-robbanásnak köszönhetően a zenekar népszerűsége és ismertsége rohamosan nőtt. A két kislemez, az Alive és az Even Flow is nagyon sikeres volt, de a fiúk legnagyobb slágere a Jeremy lett. Majd' egymillió példányt adtak el a kislemezből, és a dalhoz készült videó 1993-ban az MTV Video Music Awardson négy díjat is nyert, köztük az év videójáért járót is. Ezzel a Pearl Jam volt a díjkiosztó legnagyobb nyertese.
Mivel a zenekar – főleg az énekes Eddie Vedder – a hirtelen jött sikert és a reflektorfényben leélt mindennapokat nehezen tudta csak feldolgozni, úgy döntöttek, hogy nem készítenek több videóklipet. A Jeremyt hat éven át nem is követte újabb videó.

### Zenéjük agrunge-korszakban (1992–1994)
Az együttes nem sokkal később az új dobossal (a texasi Dave Abbruzzese) és a producer Brendan O'Briennel stúdióba vonult, hogy felvegyék második albumukat. A Vs. album a megjelenés hetében 950 000 példányban kelt el csak az USA-ban, amivel egy éveken át megdöntetlen rekordot állított fel. Ez a tény majdnem a zenekar pályafutásának végét jelentette. Különösen Eddie Vedder szenvedett a hatalmas siker terhétől. Emiatt az együttes megpróbált a nyilvánosság elől visszavonulni, ami csak részben sikerült.
Mindössze egy évvel később, 1994-ben megjelent a következő album, a Vitalogy. Ez már egyértelműen megmutatta, hogy az együttes egy teljesen új irányt kezdett követni az előző két albumhoz képest. Miközben a CD-t még mindig nagyrészt rádióképes dalok töltötték meg, a Vitalogy mégis sokkal sötétebbre, nyersebbre és változatosabbra sikerült, mint a két korábbi lemez. Ez világosan mutatta, hogy az öt zenész képes még zenei fejlődésre, és ezzel elismerést vívott ki magának. A Vitalogy az eladásokban is sikeres lett: ötmillió példányban kelt el.
Kurt Cobain 1994 áprilisában elkövetett öngyilkossága után a Pearl Jam vált a világ legfontosabb és legsikeresebb grunge-együttesévé, és ezt a titulust sajátos módon kezelte: a nyilvánosság előli teljes visszavonulással. Nem adott több interjút, és belement egy évekig tartó jogi huzavonába az amerikai koncertjegy-forgalmazó céggel, a Ticketmasterrel. A Pearl Jam azzal vádolta a cégóriást, hogy piaci monopolhelyzetével visszaélve a jegyeket majdnem megfizethetetlen áron árulja, és rengeteg extra költséget számol fel. A Pearl Jam elveszítette a pert, de mégis elérte azt az eredményt, hogy a Ticketmasternek ezek után a kezelési költségeket a jegyártól elkülönítve kellett feltüntetnie, ezáltal a koncertlátogatók számára egyértelművé tette, miért is fizetnek. Az együttes menedzsere szerint ez volt az az időszak a Pearl Jam pályafutásában, mikor „minden fronton harcoltak”. A média elleni harc másik oldala az volt, hogy megtagadták a kislemezek kiadását, videóklipek készítését, és úgy tervezték, hogy albumaikat csak bakeliten adják ki, mely tervekből csak részeredményeket tudtak megvalósítani. Állítólag a Vitalogy már 1994 elején elkészült, de a Ticketmaster elleni harc, vagy a kiadójuk (Epic) hibájából csúszott a megjelenés az év végére.
A következő években a zenekar megpróbált több turnét is független koncertszervezőkkel megrendeztetni, ami közel lehetetlen volt, mivel a Ticketmasternek majdnem minden rendezvényhelyszínnel exkluzív szerződése volt.

### No CodeésYield(1995–1999)
A dobos Dave Abbruzzese már a Vitalogy felvételei alatt kilépett a Pearl Jamből, a zenésztársakkal való nézeteltérések miatt. Gyors megoldásként az ex-Chili-dobos Jack Irons szállt be a munkálatokba, aki 1990-ben Stone és Eddie között közvetített, így az együttes alapítása nagy részben neki volt köszönhető. Jack Irons játszotta fel az egyik dalt (Stupid Mop) a Vitalogy albumra, és ő ment a megjelenést követő turnéra a zenekarral. A zenekar már az alakulásától kezdve játszott a koncerteken Neil Young-feldolgozásokat, különösen Eddie Vedder volt jó barátságban a rock-ikonnal. Így jött majdhogynem logikus módon az 1995-ös együttműködés a zenészek között. Az ennek gyümölcseként megjelent Mirror Ball című albumra Neil Young írta a dalokat, a Pearl Jam kísérő zenekarként működött közre. A lemez végül Young neve alatt jelent meg, de mindkettejük lemezkiadója kiadta.
A Who You Are kislemez harangozta be az 1996 nyarán megjelenő No Code albumot. A nyilvánosságtól való teljes elhatárolódás már a múlté volt, a csapat szokatlan hangszereket alkalmazva kísérletezett. A Pearl Jam sokszínű albumot adott ki, melynek zenéjét Vedder egy interjúban gyógyító erejűnek írta le. A közönségnél azonban nem talált nagy visszhangra a lemez: habár az egyik legjobb munkájuk, és első helyen nyitott az eladási listákon, üzletileg mégis bukás lett az eredménye a zenekar üzletfilozófiájának: kevés reklám, semmi videóklip. Egy kisebb turnét azonban tartott az együttes, ám a Ticketmasterrel szerződő helyszíneket továbbra is mellőzték. 1996 végén európai koncertturné következett, mikor is megtartották első magyarországi koncertjüket (1996. november 17-én).
1997 nyarát az együttes ismét stúdióban töltötte, és a következő lemezen, a Yielden dolgozott. Az album már az 1998. február 3-ai megjelenését követő pár hónapban háromszor jobban fogyott a sokkal nyugodtabb hangvételű elődnél, (ami zeneileg annyit tett, hogy a gitárok újra erősen szólhattak). A listákon azonban ez az album sem szerepelt sokáig. 1992 óta először új videóval jelentkeztek: a Do the Evolution animációs videóklipje apokaliptikus képet festve hívta fel a közönség figyelmét: Take care, death is not the answer…, a környezet elpusztítása pedig még kevésbé. A Yield elkészülését a Single Video Theory című DVD dokumentálja, mely még ugyanabban az évben megjelent.
Az 1998-as turné után kiszálló Jack Irons helyett Matt Cameron (Soundgarden) került a dobok mögé, aki eleinte csak ideiglenes dobosként játszott a Pearl Jam-mel, azonban hamarosan állandó taggá vált. Az első stúdiófelvételét az eredetileg karácsonyi kislemezként a rajongóklub tagjai számára megjelent Last Kiss című dalnak (eredetileg Wayne Cochrane dala) a feldolgozásakor készítette a Pearl Jammel, amely később a koszovói háború áldozatainak családjait segélyező jótékonysági célból kiadott kislemez lett. Ez végül a zenekar legnagyobb kislemezsikerévé vált.
Ekkoriban tértek vissza a Ticketmasterrel kapcsolatban álló helyszínekre is, a koncertlátogató rajongók helyzetének megkönnyítése céljából, és így a Pearl Jam 1998-as turnéja hatalmas sikerré vált, telt házas koncerteket adtak ismét. A turné végeztével (melyen már végig Matt Cameron dobolt) az együttes megjelentette a Live on Two Legs című, élő felvételeket tartalmazó korongot.

### BinauralésRiot Act(2000–2005)
A Binaurallal a Pearl Jam 2000-ben egy visszafogottabb, kifejezetten poposra sikerült albumot adott ki, amelynek dalai a Tenre emlékeztettek. A Nothing As It Seems, a Light Years és a Thin Air kislemezek a tagok új dalszerzési és hangrögzítési módszereit mutatták, amely során két mikrofont alkalmaztak a különleges hangzás eléréséhez.
Az ezt követő európai turné minden egyes koncertjét rögzítették és kiadták bootlegként, hogy a rajongókat a méregdrága, és általában rossz minőségű kalózfelvételek megvásárlásától megkíméljék. „Mellékhatás”: a Pearl Jam-nek sikerült egyidőben öt albummal az eladási listákra felkerülni. A turné diadalmenetté vált, hatalmas csarnokokat töltöttek meg a rajongók, a nagy fesztiválok fő fellépőjeként játszott a zenekar. Ám végül 2000. július 1-jén bekövetkezett a rocktörténelem egyik legnagyobb katasztrófája: a dániai Roskilde Festivalon kilenc rajongó meghalt, mikor a többiek teljes eufóriájukban a korláthoz préselték és agyontaposták őket. A zenekar félbeszakította a zenét és megpróbálta a közönséget nyugalomra inteni, ám eddigre sajnos már túl késő volt. Az európai turné hátralevő részét azonnal lemondták, sőt: az együttes komolyan elgondolkodott azon, vajon egy ilyen tragédia után képesek lesznek-e a zenélést folytatni. A közvélemény eleinte a zenekart okolta a történtekért, de később felmentették őket a felelősség alól.
Egy hónappal az európai koncertsorozat tragikus vége után az együttes mégis vállalkozott egy USA-turnéra. Október 22-én tartott koncertjük az együttes első élő fellépésének 10. évfordulóját ünnepelte, ahol Eddie Vedder megragadta az alkalmat, hogy megköszönje a támogatást a rengeteg embernek, akik segítségükre voltak a tíz év alatt. Hozzátette, hogy „Ezt sosem tenném, ha Grammy-díjat kapnánk, vagy ilyesmi.” Az Alive-ot a turné egyetlen koncertjén sem játszották az utolsó, Seattle-ben tartott estéig, mikor is az együttes egy több mint háromórás koncertet tartott, előadva a legtöbb nagy slágerüket, és több feldolgozást is. Egy év múlva jelent meg az ezt a turnét dokumentáló Touring Band 2000 című DVD, amely az amerikai koncertsorozat legjobb dalainak válogatása.
A 2001. szeptember 11-ei terrortámadást követően Eddie Vedder és Mike McCready csatlakozott Neil Younghoz, és közösen adták elő a Long Road című dalt – mely a közös munka, a Mirror Ball lemez gyümölcse – az America: A Tribute to Heroes névre keresztelt jótékonysági koncerten. Ezen a túlélőknek és az áldozatok családjainak gyűjtöttek pénzt.
A 2002. november 12-én megjelent Riot Act a zenekar blues-osabb oldalát fedte fel, de csak többszöri meghallgatás után mutatkozik meg zsenialitása. A kritikusok ódákat zengtek róla, a közönség azonban mégsem fogadta kitörő lelkesedéssel, ez az album is megbukott üzleti szempontból.
A rákövetkező ausztráliai, japán és amerikai turné azonban bebiztosította az együttes helyét minden idők legjobb koncertzenekarai között. Újra elérhetővé váltak a rajongók számára a kedvező árú rajongóklubjegyek. A turné zárásaként a New York-i Madison Square Gardenben játszott két koncert közül az első Live at the Garden címmel DVD-n is megjelent.
2003 végén megjelent a ritkaságokat tartalmazó kétlemezes Lost Dogs, amit egy évvel később az első greatest hits album követett Rearviewmirror címmel. 2004 elején a Pearl Jam egy Golden Globe-jelölést is begyűjtött a Nagy Hal című film zenéjében való közreműködésükért (Man of the Hour című dal). A Greatest Hits megjelentetésével a Pearl Jam maga mögött tudhatta a 8 lemezre szóló szerződését a Sony kiadóval, és új, független kiadót kereshetett magának. Röviddel a 2004-es amerikai választások előtt a Pearl Jam is részt vett a Vote For Change turnéban (fellépők még többek között: (Bruce Springsteen, R.E.M., Dixie Chicks stb.), amelynek célja a lehető legtöbb embernek a választásokon való részvételre és a George W. Bush elleni szavazásra sarkallása volt.
A Pearl Jam 2005 áprilisában, a seattle-i Easy Street Recordsban adott koncertje 2006-ban jelent meg a független lemezboltokban. 2005 folyamán az együttes egy kanadai turnét és az első dél-amerikai koncertsorozatát is megtartotta.

### Kiadóváltás, az együttes napjainkban (2006–)
Három évvel a Riot Act után újra egy rockosabb lemez jelent meg tőlük 2006-ban. A Pearl Jam címet kapó album a Sony/BMG nemrég létrehozott J Records névre keresztelt alkiadójánál jelent meg. Sok kritikus ezt a lemezt az együttesnek a Ten hangzásához való visszatéréseként értékelte, maga Mike McCready gitáros pedig a Vs.-hez hasonlította a készülő zenei anyagot egy 2005-ben vele készült interjúban. A korongon található World Wide Suicide című dal, mely az iraki háborút kritizálja, a zenekar első #1 kislemeze lett az 1996-os Who You Are óta.
A megjelenést követően, 2006-ban az együttes világkörüli turnét tartott. Ez Amerikát, Ausztráliát, és hat év óta először Európát is érintette. Felléptek a Leeds- és Reading-fesztiválokon, habár korábban elhatárolódtak a fesztiválkoncertektől a dániai tragédia óta. Az énekes mindkét koncertet egy megható beszéddel nyitotta, melyben a rajongókat arra kérte, vigyázzanak egymásra. A leedsi fellépésen még azt is hozzátette, hogy a zenekar azért döntött újra a fesztiválokon való szereplés mellett, mert megbíznak a rajongóikban.
2007 nyarán a Southside, a Hurricane és a Nova Rock fesztiválok fő attrakciójaként léptek fel Európában a 13-helyszínes újabb európai turnéjukon. Szintén szerepeltek a 2007-es Lollapalooza fesztiválon is Chicagóban (ennek hanganyaga a Live at Lollapalooza 2007). Ugyanebben az évben kiadták a Live at the Gorge 05/06 c. 7-lemezes, 3 koncert anyagát tartalmazó lemezgyűjteményüket is, valamint az Immagine in Cornice DVD-t is, mely a 2006-os turné olaszországi helyszínein adott koncertek legjobb felvételeinek válogatása. A Pearl Jam 2006-ban elsőként adta ki a Life Wastedhez készült klipjét a Creative Commons licenc alatt.
Az együttes nem tűzött ki fix dátumot a stúdióba való visszatérésre és új album készítésére, habár a tagok 2006 decembere óta egyénenként, saját otthonukban rögzítenek demókat, melyekről e-mailben értekeznek. Egy 2007. áprilisi interjúban Mike McCready közzétette, hogy Stone Gossardnak és Matt Cameronnak már mutatott anyagokat, és megjegyezte, hogy „Ha mindet összerakjuk, megcsináljuk a felvételeket”, hozzátéve: „Ez körülbelül egy-másfél év múlva várható.”. 2008 elején az együttes tagjai egy egész hetet szántak arra, hogy kilencedik stúdióalbumuk előzetes terveit egyeztessék. Pontosabb időpontot azonban még mindig nem adtak közre, hogy mikor kezdődnek a munkálatok. 2008 júniusában a Pearl Jam volt az egyik fő fellépője a Bonnaroo Fesztiválnak. Ez a fellépés a zenekar tízállomásos USA keleti parti koncertsorozatába épül be, mely júniusban zajlott le.

## Az együttes tagjai

### Jelenlegi tagok
- Eddie Vedder – ének, gitár
- Jeff Ament – basszusgitár
- Mike McCready – gitár
- Stone Gossard – gitár
- Matt Cameron – dob

### Korábbi tagok
- Jack Irons – dob
- Dave Krusen – dob[25]
- Dave Abbruzzese – dob
- Matt Chamberlain – dob

## Az együttest ért zenei hatások
Stílusukra jellemző, hogy a többi grunge együttessel összehasonlítva kevésbé érződik a heavy metal hatása, sokkal inkább az 1970-es évek klasszikus rockzenéjéből merít. A Pearl Jam több punk és klasszikus rock előadót is megnevezett példaképként, többek között a The Who-t, Neil Youngot és a The Ramones-t. A Pearl Jam sikerét elsősorban zenei világának köszönheti, mely ötvözi „a '70-es évek stadionrockját a '80-as évek post-punkjának durvaságával és dühével, de nem mellőzi a megkapó dallamosságot és a refrént”.
Az együttes az első lemezek után hozzálátott zenei palettájának szélesítéséhez. Az 1994-es Vitalogyn már több a punk-os hatás. A teljes elszakadást a Ten zenei stílusától a No Code (1996) hozta meg. Ezen a lemezen már garage rock, worldbeat és experimentalista vonások is mutatkoznak. Az 1998-ban megjelent Yield után, amely egyfajta visszatérésként hat az együttes első albumaihoz, a Binauralon (2000) és a Riot Act (2003) lemezen az art rock-kal és a folk-rockkal kísérletezett a zenekar, de megmutatta popos és bluesos oldalát is. Legutóbbi albumuk, a Pearl Jam sokak szerint ismét az együttes zenei gyökereihez nyúl vissza, a Ten és a Vs. stílusában.
Jim DeRogatis kritikus Vedder énekhangját „Jim Morrison-szerű ének-dörmögés”-nek írja le. Az énekes-dalszövegíró a témákat egy-egy dalhoz magánéleti (Alive, Better Man) és politikai (Even Flow, World Wide Suicide) térről meríti. Az együttes indulásakor még tisztán körvonalazódott Stone Gossard ritmus-, és Mike McCready szólógitárosi posztja. Ez a rend akkor kezdett megbomlani, mikor Vedder a Vitalogy lemeztől kezdve egyre többször átvette a ritmusgitárosi feladatkört. Erről McCready így nyilatkozott 2006-ban: „Habár immár három gitárosunk van, úgy érzem, mégis több tér jut egyénenként számunkra így. Stone visszavonul és egy két-hangos dallamot játszik, Ed nyomja az erőteljes akkord-meneteket, és én beilleszkedek ebbe az egészbe.”
Az alábbi felsorolás tartalmazza az együttes zenei példaképeit, akiknek hatása érezhető zenéjükön, akikkel valaha együtt dolgoztak/turnéztak, és akiknek dalait a zenekar szívesen játssza saját koncertjein:
- The Who
- Neil Young
- R.E.M.
- Fugazi
- Sonic Youth
- Minor Threat
- The Ramones
- Wipers
- Jimi Hendrix
- Led Zeppelin
- Dead Boys
- Stevie Ray Vaughan
- The Rolling Stones
- Aerosmith
- The Doors
- Crazy Horse
- Red Hot Chili Peppers

## Filmes karrier
Hárman a zenekarból (Eddie Vedder, Jeff Ament és Stone Gossard) szerepelnek Cameron Crowe „Facérok” című filmjében, amely filmzenéjéhez két dallal is hozzájárultak, mint a filmben szereplő Citizen Dick nevű fiktív zenekar tagjai.

## Diszkográfia

### Stúdióabumok
- 1991 – Ten
- 1993 – Vs.
- 1994 – Vitalogy
- 1996 – No Code
- 1998 – Yield
- 2000 – Binaural
- 2002 – Riot Act
- 2006 – Pearl Jam
- 2009 – Backspacer
- 2013 – Lightning Bolt
- 2020 – Gigaton
- 2024 – Dark Matter

### Bootlegek
2000 óta minden koncertről eredeti felvétel készül, és bootlegként letölthető. A Pearl Jam az első együttes, amely egy teljes világkörüli turnét CD-re rögzített.
- 2000/2001 „Bootleg Series” – 72 koncert a 2000-es turnéról
- 2003 – 72 koncert a 2003-as turnéról
- 2005 – 32 koncert Észak- és Dél-Amerika (csak mp3-letöltés)
- 2006 – 71 koncert a világkörüli turnéról (csak FLAC- vagy mp3-letöltésként)
- 2006 – Live at Easy Street
- 2007 – Live at the Gorge 05/06
- 2007 – Live at Lollapalooza 2007 (csak az iTunes Store-on elérhető)

### Közreműködések
| Év                  | Együttes/(album)                                                             | Közreműködő alkotók                                                                         |
| ------------------- | ---------------------------------------------------------------------------- | ------------------------------------------------------------------------------------------- |
| 1991                | Temple of the Dog                                                            | Chris Cornell, Matt Cameron, Stone Gossard, Mike McCready, Jeff Ament, Eddie Vedder         |
| 1992-től napjainkig | Brad                                                                         | Stone Gossard, többek között                                                                |
| 1993                | Hater                                                                        | Matt Cameron, Ben Shepherd (Soundgarden), többek között                                     |
| 1995                | Mirror Ball                                                                  | Neil Young, Pearl Jam                                                                       |
| 1995                | Mad Season                                                                   | Mike McCready, Layne Staley (Alice in Chains), John Baker, Barrett Martin (Screaming Trees) |
| 1996–1999           | Three Fish                                                                   | Jeff Ament, Robbie Robb (Tribe After Tribe)                                                 |
| 1996                | Thermadore – Amerasian                                                       | Stone Gossard, többek között                                                                |
| 1996                | Gary Heffern – Painful Days                                                  | Eddie Vedder (meghívott énekesként)                                                         |
| 1997-től napjainkig | Wellwater Conspiracy                                                         | Matt Cameron, többek között                                                                 |
| 1999–2003           | The Rockfords                                                                | Mike McCready, többek között                                                                |
| 2003                | Cat Power – You Are Free                                                     | Eddie Vedder (meghívott énekesként)                                                         |
| 2005                | The Molo Sessions: Eddie Vedder & Walmer High School Choir Of Port Elizabeth | Eddie Vedder (meghívott énekesként)                                                         |

### Szólóalbumok
- Stone Gossard – Bayleaf (2001)
- Jack Irons – Attention Dimension (2004)
- Eddie Vedder – Into the Wild (2007)

### DVD-k
- Single Video Theory (1998)
- Touring Band 2000 (2001)
- Live at the Showbox (2003)
- Live at the Garden (2003)
- Immagine in Cornice (2007)

### Filmzenék
| Év   | Filmcím                          | Dal(ok)                                 | Előadó                                    |
| ---- | -------------------------------- | --------------------------------------- | ----------------------------------------- |
| 1992 | Facérok                          | State of Love and Trust, Breath         | Pearl Jam                                 |
| 1993 | Az ítélet éjszakája              | The Real Thing                          | Pearl Jam & Cypress Hill                  |
| 1995 | Ments meg, Uram!                 | Long Road, Face of Love                 | Eddie Vedder & Nusrat Fateh Ali Khan      |
| 1995 | Egy kosaras naplója              | Catholic Boy                            | Jim Carroll & Pearl Jam és Chris Friel    |
| 1996 | HYPE!                            | Not for You                             | Pearl Jam                                 |
| 1996 | A kábelbarát                     | $10.000 Gold Chain és Oh! Sweet Nuthin' | Mike McCready                             |
| 1998 | Chicagói taxi                    | Who You Are, Hard to Imagine            | Pearl Jam                                 |
| 1999 | Broadway 39. utca                | Croon Spoon                             | Eddie Vedder & Susan Sarandon             |
| 2000 | Majdnem híres                    | Stillwater és Fever dog                 | Mike McCready                             |
| 2001 | Nevem Sam                        | You've Got to Hide Your Love Away       | Eddie Vedder                              |
| 2002 | Pókember                         | Hero                                    | Matt Cameron                              |
| 2003 | Nagy Hal                         | Man of the Hour                         | Pearl Jam                                 |
| 2004 | Riding Giants                    | Go                                      | Pearl Jam                                 |
| 2006 | A Brokedown Melody               | Goodbye                                 | Eddie Vedder                              |
| 2007 | Üres város                       | Love, Reign o'er Me                     | Pearl Jam                                 |
| 2007 | Vigyázz, kész, szörf!            | Big Wave                                | Pearl Jam                                 |
| 2007 | Út a vadonba                     | Into the Wild album                     | Eddie Vedder                              |
| 2007 | I'm Not There – Bob Dylan életei | All Along the Watchtower                | Eddie Vedder & The Million Dollar Bashers |
| 2013 | A harag tüze                     | Release                                 | Pearl Jam                                 |

## Díjak és jelölések

### Elnyert díjak
| Év   | Díj                    | Kategória                                          |
| ---- | ---------------------- | -------------------------------------------------- |
| 1993 | American Music Awards  | Kedvenc Új Pop/Rock Előadó                         |
| 1993 | American Music Awards  | Kedvenc Új Heavy Metal/Hard Rock Előadó            |
| 1993 | MTV Video Music Awards | Az Év Videója – Jeremy                             |
| 1993 | MTV Video Music Awards | Legjobb Együttes Videó – Jeremy                    |
| 1993 | MTV Video Music Awards | Legjobb Metal/Hard Rock Videó – Jeremy             |
| 1993 | MTV Video Music Awards | Legjobb Rendezés – Mark Pellington a Jeremy-ért    |
| 1996 | American Music Awards  | Kedvenc Alternatív Előadó                          |
| 1996 | American Music Awards  | Kedvenc Heavy Metal/Hard Rock Előadó               |
| 1996 | Grammy-díj             | A Legjobb Hard Rock Előadás- Spin the Black Circle |
| 1999 | American Music Awards  | Kedvenc Alternatív Előadó                          |
| 2006 | Esky Music Awards      | Legjobb Élő Előadás                                |

### Jelölések
| Év   | Díj                                       | Kategória                                                      |
| ---- | ----------------------------------------- | -------------------------------------------------------------- |
| 1992 | MTV Video Music Awards                    | Legjobb Alternatív Videó – Alive                               |
| 1993 | Grammy-díj                                | Legjobb Rock Dal – Jeremy                                      |
| 1993 | Grammy-díj                                | Legjobb Hard Rock Előadás – Jeremy                             |
| 1993 | MTV Video Music Awards                    | Közönségdíj – Jeremy                                           |
| 1994 | American Music Awards                     | Kedvenc Pop/Rockegyüttes/Duó/Együttes                          |
| 1994 | American Music Awards                     | Kedvenc Heavy Metal/Hard Rock Előadó                           |
| 1995 | American Music Awards                     | Kedvenc Heavy Metal/Hard Rock Előadó                           |
| 1995 | Grammy-díj                                | Legjobb Hard Rock Előadás/Duó vagy Együttes/Énekkel – Daughter |
| 1995 | Grammy-díj                                | Legjobb Hard Rock Előadás – Go                                 |
| 1995 | Grammy-díj                                | Legjobb Hard Rock Album – Vs.                                  |
| 1996 | Grammy-díj                                | Az Év Albuma – Vitalogy                                        |
| 1996 | Grammy-díj                                | Legjobb Rock Album – Vitalogy                                  |
| 1999 | Grammy-díj                                | Legjobb Hard Rock Előadás – Do the Evolution                   |
| 1999 | Grammy-díj                                | Legjobb Videóklip – Do the Evolution                           |
| 1999 | Grammy-díj                                | Legjobb Albumborító – Yield                                    |
| 2001 | Grammy-díj                                | Legjobb Hard Rock Előadás –Grievance                           |
| 2004 | Broadcast Film Critics Association Awards | Legjobb Dal – Man of the Hour a Nagy Hal c. filmből            |
| 2004 | Golden Globe-díj                          | Legjobb Dal – Man of the Hour a Nagy Hal c. filmből            |
| 2006 | MTV Video Music Awards                    | Legjobb Speciális Effektek – Life Wasted                       |
| 2006 | American Music Awards                     | Kedvenc Alternatív Előadó                                      |

## Zenésztársak és kritikusok a Pearl Jam-ről

### Zenészek
- Bono (U2):[32]

| „ | Óriási rajongója vagyok a 'Pearl Jam szervezetnek', illetve a kultúrának, ami őket körülveszi, mindegy, hogyan hívjuk. Maradéktalanul csak önmaguk miatt léteznek. Nem függenek a médiától, nem függenek a rádiótól. Addig lesznek porondon, amíg csak szeretnének. | ” |
|   | |   |

- Bono (U2):[33]

| „ | Csak 3 olyan zenekar van a földkerekségen, amely birtokában van annak a tehetségnek és misztikumnak, amivel meg lehet váltani a világot a zenén keresztül. A Radiohead, az R.E.M. és a Pearl Jam. | ” |
|   | |   |

- Pete Townshend (The Who):[34]

| „ | Valószínűleg az egyik legőszintébb zenekar, amit valaha láttam. | ” |
|   |                                                                 |   |

- Anthony Kiedis (Red Hot Chili Peppers):[35]

| „ | Eredendően egy indie rock zenekar, ami meg tud tölteni stadionokat. | ” |
|   |                                                                     |   |

- Billy Corgan (Smashing Pumpkins):[36]

| „ | A Pearl Jam valami vadat és függetlent képvisel. Elérték, hogy az emberek azt mondják rájuk, „menő”, azzal, hogy sosem lett végük, nem „adták el” magukat. | ” |
|   | |   |

- Scott Weiland (Stone Temple Pilots, Velvet Revolver):[37]

| „ | Neil Youngra emlékeztet az, ahogyan befutották a karrierjüket. Azt mondták : 'Ezt fogjuk csinálni, és ha nem tetszik, szarunk rá'. | ” |
|   | |   |

- Julian Casablancas (The Strokes):[38]

| „ | A Pearl Jam miatt szeretem a rockzenét. | ” |
|   |                                         |   |

### Kritikusok
- Jae-Ha Kim (amazon.com):[39]

| „ | Csak nagyon kevés együttes létezik, amely telt házas koncerteket képes adni anélkül, hogy az aktuális albumuk listavezető lenne, de a Pearl Jam – egy roppant érett koncertbanda – egyike ezeknek. | ” |
|   | |   |

- Jae-Ha Kim (amazon.com):[39]

| „ | A Pearl Jam bebizonyította, hogy még mindig tudja, mivel lehet a közönséget elbűvölni. | ” |
|   |                                                                                        |   |

- Jerry McCulley (amazon.com):[40]

| „ | Egy olyan korszakban, ahol a „pop-nihilizmus” túlságosan is beváltotta a maga sötét ígéretét, a Pearl Jam nem csak túlélő volt, de sikerült az egyik legjobb rock együttessé válnia. | ” |
|   | |   |

- Jeff Shannon (amazon.com):[41]

| „ | A mozaikszerű, nyers összeállítás teljesen megfelel a zenekar minden felvett póztól mentes, csak szuperlativuszokban leírható, színtiszta rock&roll előadásának,… | ” |
|   | |   |

- Jeff Shannon (amazon.com):[41]

| „ | A grunge halála az együttes számára áldás. | ” |
|   |                                            |   |

- Simon & Schuster (Rolling Stone):[42]

| „ | Néhány évnyi küszködés után a Pearl Jam talpra állt, és megerősítette pozícióját a klasszikus rock együttesek között. | ” |
|   | |   |

- Christian Hoard (Rolling Stone):[43]

| „ | A kilencvenes években tucatnyi együttes gazdagodott meg a Pearl Jam sajátos hangzásának másolásával, de egy sem tanulta el, hogyan lehet olyan nagyvonalú gesztusokat tenni, mint ezek a srácok, és nem volt egyik sem képes ugyanilyen nagyszerű kapcsolatot teremteni a közönséggel. | ” |
|   | |   |

## Külső hivatkozások
- A zenekar hivatalos oldala (avagy a Ten Club)
- A Sony Music Pearl Jam oldala
- Five Horizons – Pearl Jam rajongói oldal, tartalmaz egy archív írásgyűjteményt is]
- The Sky I Scrape – Alapos Pearl Jam rajongói oldal
- Two Feet Thick – Egy részletes koncert kronológia 1990-től napjainkig
- All or None – Koncert információ és sok egyéb
- PJ Collectors – Összehasonlító oldal illetve a Pearl Jam diszkográfia
- Pearl Jam[halott link] az AllMusic weboldalán
- The Wishlist Foundation – Egy nonprofit Pearl Jam rajongói szervezet
- Egy magyar rajongói oldal
- WikiJam – A Pearl Jam Wiki
- Pearl Jam.lap.hu – linkgyűjtemény
- Martin Clarke: Pearl Jam & Eddie Vedder; ford. Tomori Gábor; Cartaphilus, Bp., 2009 (Legendák élve vagy halva)